# Suzanne Simard
Suzanne Simard (1960) è una scienziata canadese nota soprattutto per le sue ricerche sulle reti sotterranee boschive caratterizzate da funghi e radici.

## Carriera accademica
È professoressa presso il Dipartimento di Scienze Forestali e della Conservazione dell'Università della Columbia Britannica. Ha conseguito una laurea in Scienze Biologiche alla Oregon State University e poi il dottorato di ricerca in Scienze forestali presso l'Oregon State University. Prima di insegnare all'Università della Columbia Britannica, Simard ha lavorato come ricercatrice presso il Ministero delle foreste della Columbia britannica.
Simard è anche leader di TerreWEB, un'iniziativa volta a formare studenti laureati e borsisti post-dottorato nella scienza del cambiamento globale e nella sua comunicazione.

## Ricerche sulla comunicazione tra alberi
Simard studia come funghi e radici facilitino la comunicazione e l'interazione tra alberi e piante di un ecosistema. All'interno della comunicazione tra alberi e piante avviene lo scambio di carbonio, acqua, nutrienti e segnali di difesa tra alberi.
Ha usato rari isotopi del carbonio come traccianti in esperimenti sia sul campo che in serra per misurare il flusso e la condivisione del carbonio tra i singoli alberi e specie e ha scoperto, ad esempio, che la betulla e l'abete di Douglas lo condividono. Le betulle ricevono carbonio extra dagli abeti di Douglas quando le betulle perdono le foglie e le betulle forniscono carbonio agli abeti di Douglas che si trovano all'ombra.

### Alberi madre
Simard ha identificato l'albero hub, o "albero madre". Gli alberi madre sono gli alberi più grandi nelle foreste che fungono da hub centrali per vaste reti di micorrize sotterranee. Un albero madre sostiene le plantule infettandole con funghi e fornendo loro i nutrienti di cui hanno bisogno per crescere.
Ha scoperto che gli abeti di Douglas forniscono carbonio ai giovani abeti. Ha scoperto che c'era più carbonio inviato agli abeti piccoli che provenivano da quello specifico albero madre, rispetto agli abeti piccoli casuali non correlati a quello specifico abete. Ha altresì scoperto che gli alberi madre cambiano la struttura delle proprie radici per fare spazio agli alberelli.

### Cooperazione interspecie
Simard ha scoperto che "gli abeti stavano usando la rete fungina per scambiare sostanze nutritive con alberi di betulla dalla corteccia di carta nel corso della stagione". Ad esempio, le specie arboree possono prestarsi reciprocamente gli zuccheri quando se ne verificano carenze nell'ambito dei cambiamenti stagionali. Questo è uno scambio particolarmente vantaggioso tra latifoglie e conifere poiché i loro deficit energetici si verificano in periodi diversi. Il vantaggio "di questa economia sommersa cooperativa sembra essere una migliore salute generale, una fotosintesi più completa e una maggiore resilienza di fronte alle fonti di disturbo".

## Comunicazione della scienza
Suzanne Simard è una sostenitrice della comunicazione della scienza. All'Università della Columbia Britannica ha avviato con i colleghi Julia Dordel e Maja Krzic il Communication of Science Program TerreWEB, che dal 2011 sta formando studenti laureati a diventare migliori comunicatori delle proprie ricerche. Simard è apparsa su varie piattaforme e media non scientifici, come il breve documentario Do Trees Comunicate, tre TED talk e il documentario Intelligent Trees, dove compare al fianco di Peter Wohlleben. La rivista New Scientist ha intervistato Simard nel 2021. Suzanne Simard ha pubblicato un libro in cui rivisita le sue scoperte sulla vita degli alberi e delle foreste insieme a note autobiografiche.

## Nella cultura di massa
La vita e il lavoro di Simard sono serviti come ispirazione primaria per Patricia Westerford, un personaggio centrale nel romanzo vincitore del Premio Pulitzer 2018 The Overstory di Richard Powers, in cui Westerford apre la strada all'idea controversa che gli alberi possono comunicare tra loro, ed è ridicolizzata da colleghi scienziati prima di ottenere un riconoscimento.

Al lavoro di Simard è stato fatto riferimento nella seconda stagione della serie Apple TV+ Ted Lasso quando Beard dice: